# 1271 km (Rosja)
1271 km (ros. 1271 км) – przystanek kolejowy w pobliżu miejscowości Kamienka, w rejonie gwardiejskim, w obwodzie królewieckim, w Rosji. Położony jest na linii Czernyszewskoje – Królewiec.